# Békaboglárka
A békaboglárka (Ranunculus flammula) a boglárkavirágúak (Ranunculales) rendjébe és a boglárkafélék (Ranunculaceae) családjába tartozó faj.

## Előfordulása
A békaboglárka Európában majdnem mindenütt megtalálható és többnyire gyakori. Jelentős területeket ural Ázsiában és Észak-Amerikában is.

## Megjelenése
A békaboglárka szára felálló vagy ívben felemelkedő, ritkán kúszó, 15-70 centiméter magas. Tőlevelei keskeny vagy szélesebb tojásdad alakúak. A szárlevelek keskeny lándzsásak, legfeljebb 75 milliméter hosszúak és 10 milliméter szélesek, többnyire ülők, tövüknél széles, hártyás hüvellyel. A levél ép vagy finoman fűrészes szélű. Virágai sárgák, 7-18 milliméter szélesek.

## Életmódja
A békaboglárka tópartokon, pocsolyák mellett, árokszéleken, nyirkos helyeken előforduló növény. Az időnként elárasztott területeket kedveli. A növény júniustól augusztus végéig virágzik.

## Hasonló fajok
- Ranunculus reptans (több botanikus szerint a békaboglárka egyik alfaja) - Szárai fonalasak, heverők, a csomókon legyökereznek, levelei szálas lándzsásak. Hosszú kocsányú virágai egyesével állnak, 5-10 milliméter szélesek. Állóvizek partján él, ritka. Magyarországon nem fordul elő.
- nádi boglárka (Ranunculus lingua) - Szintén lándzsás, épp szélű levele van, de nagyobb termetű és a levelei keskenyebbek. Míg a békaboglárka alsó leveleinek van levélnyele addig a nádi boglárkának nincs.

## Képek

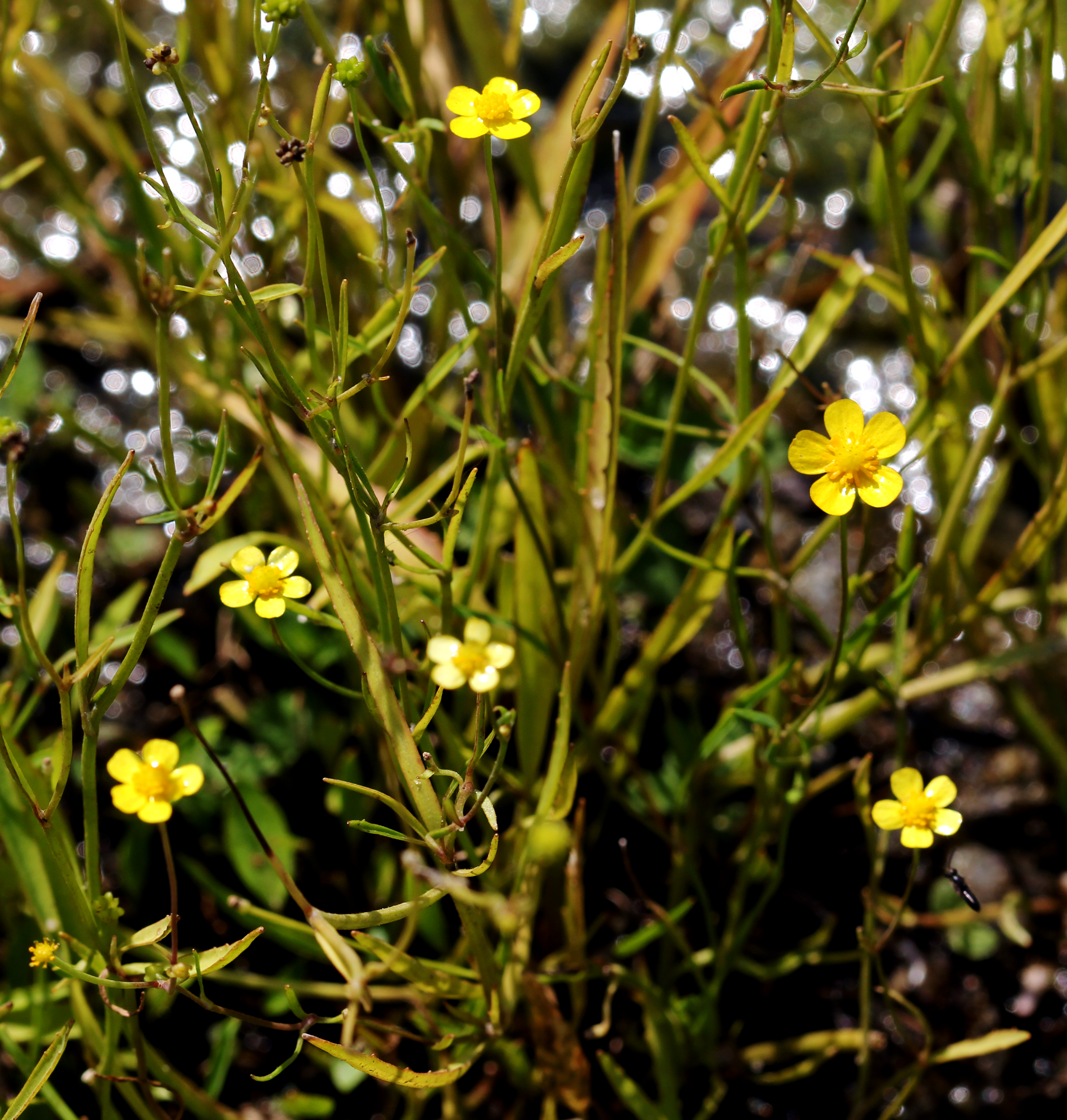
A növény
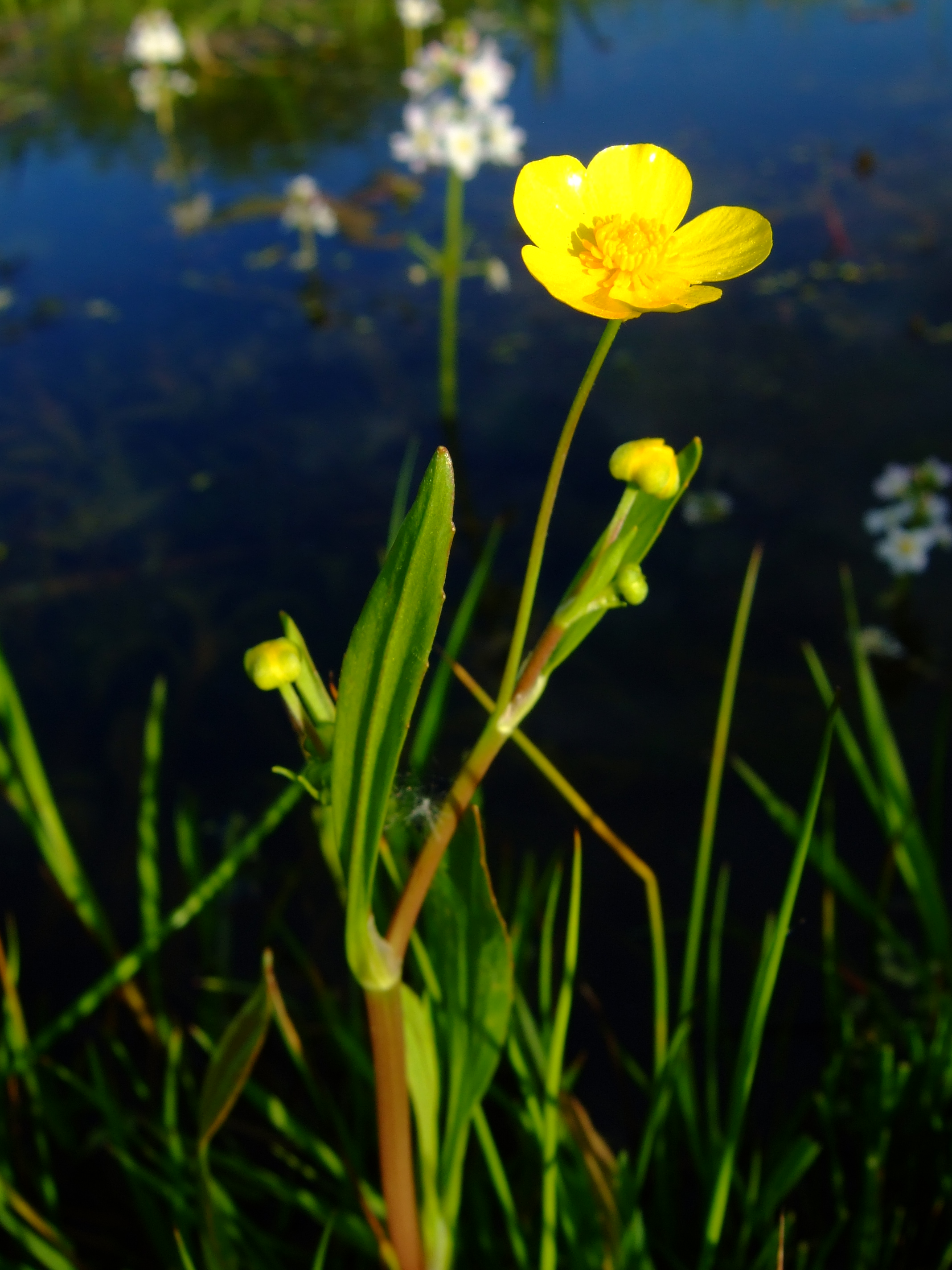
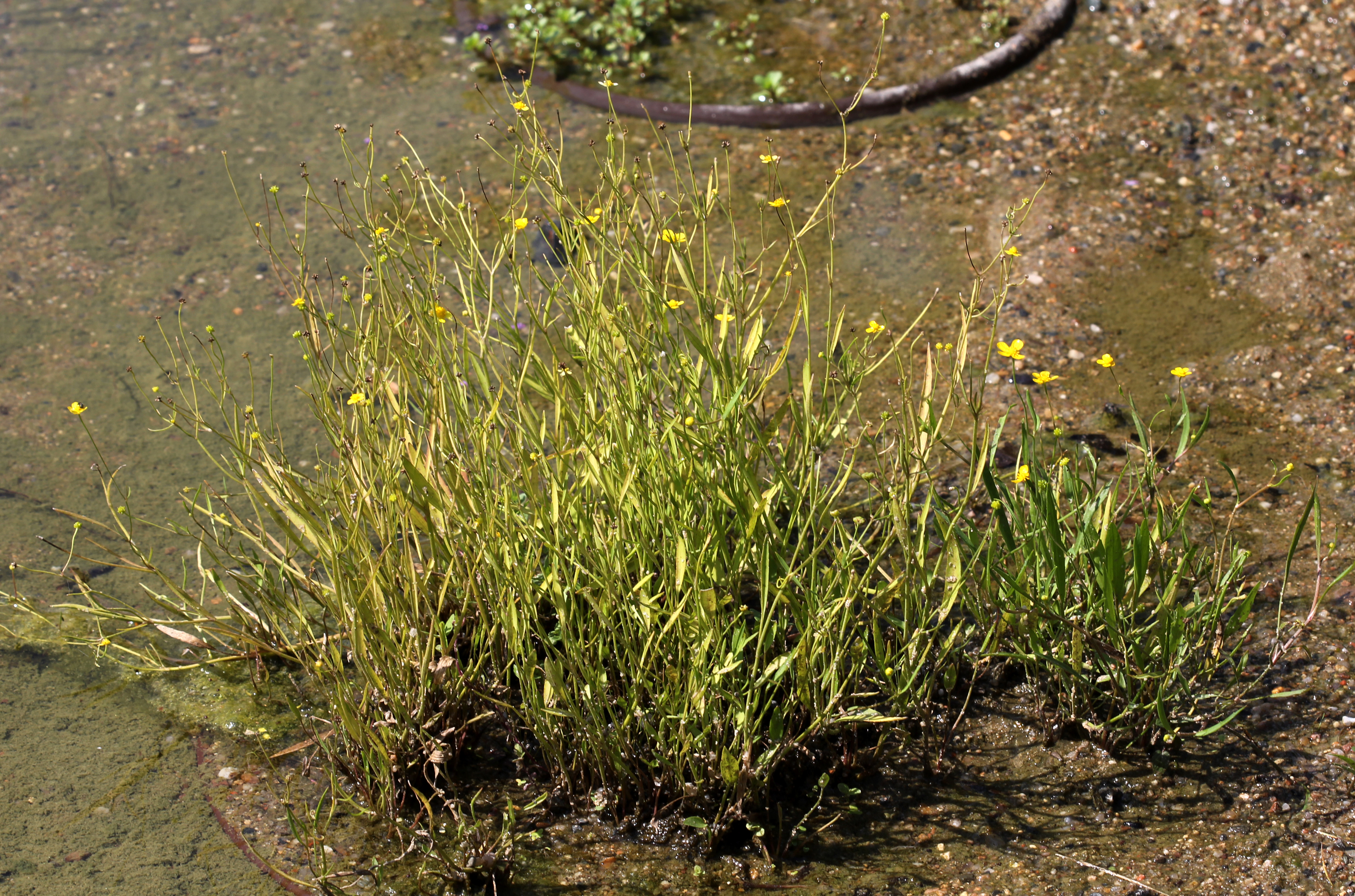
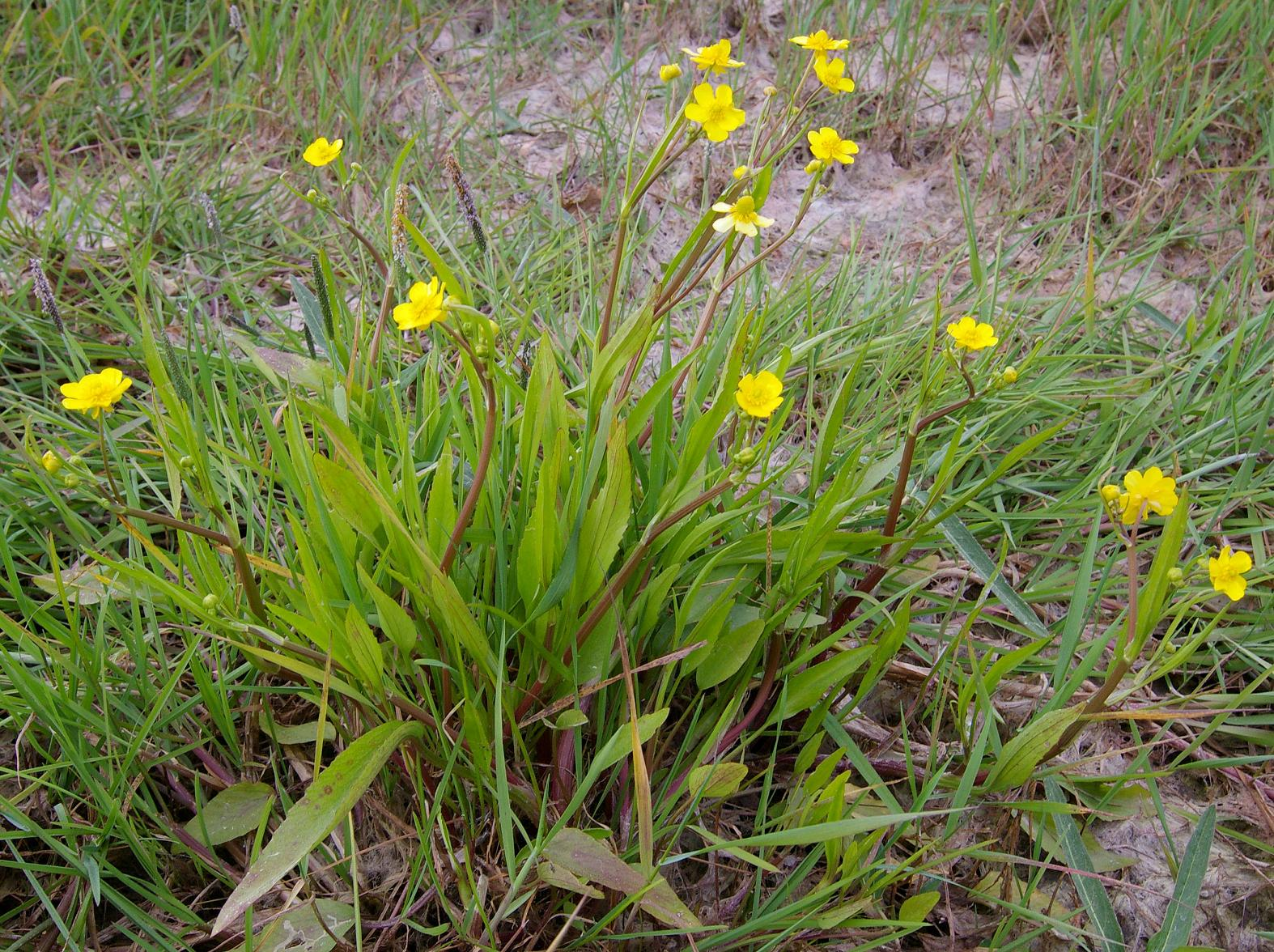
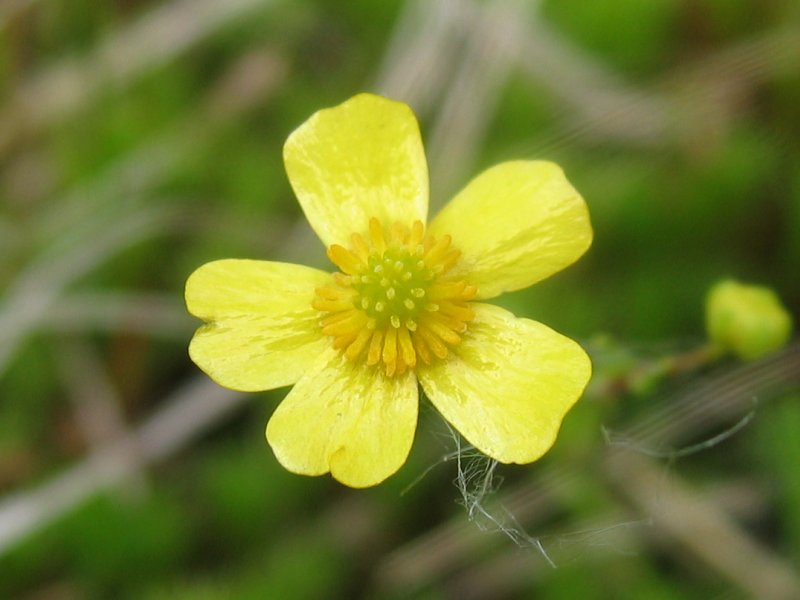
Virága
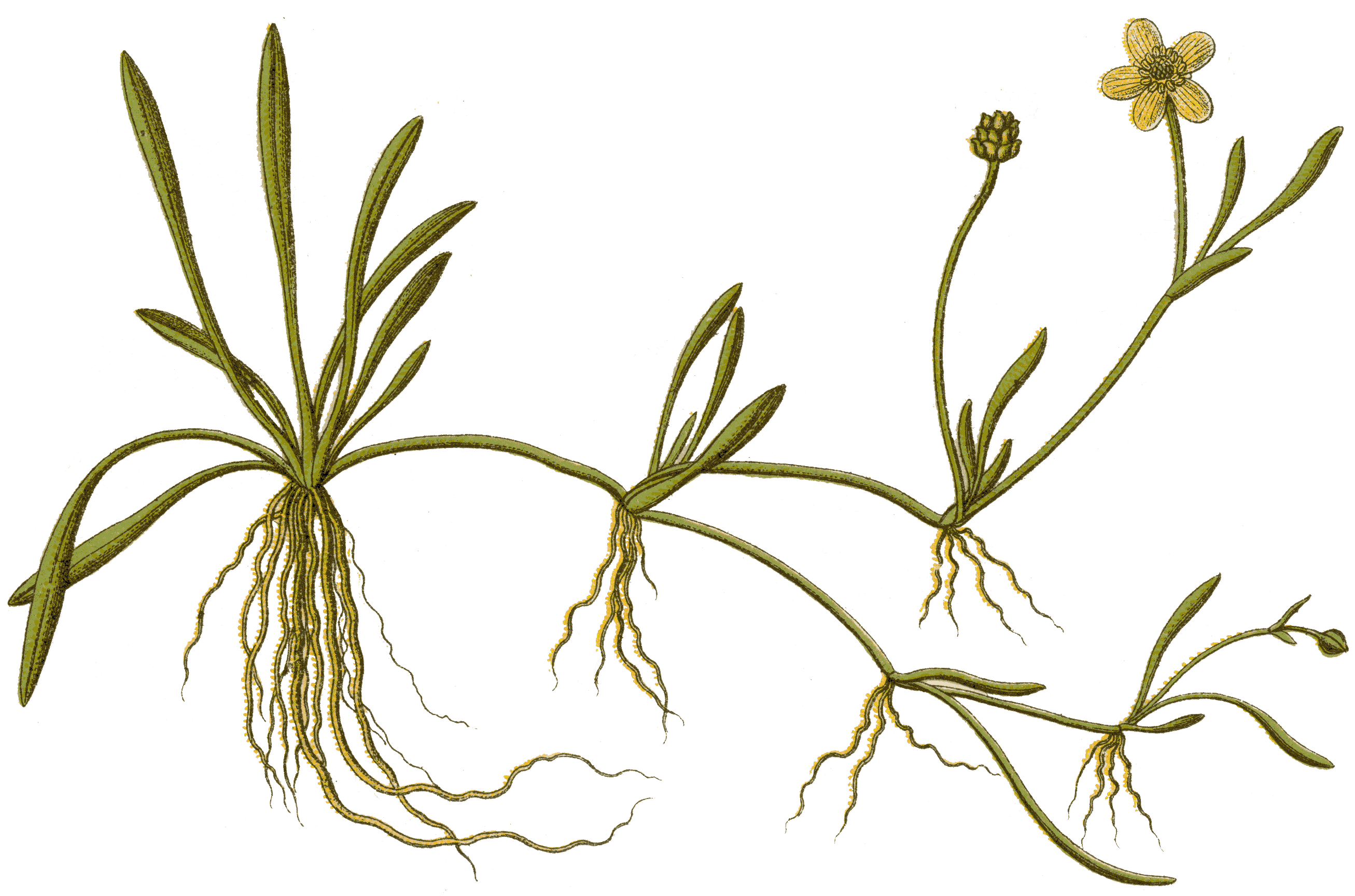
Rajz a Ranunculus flammula var. ovalisról
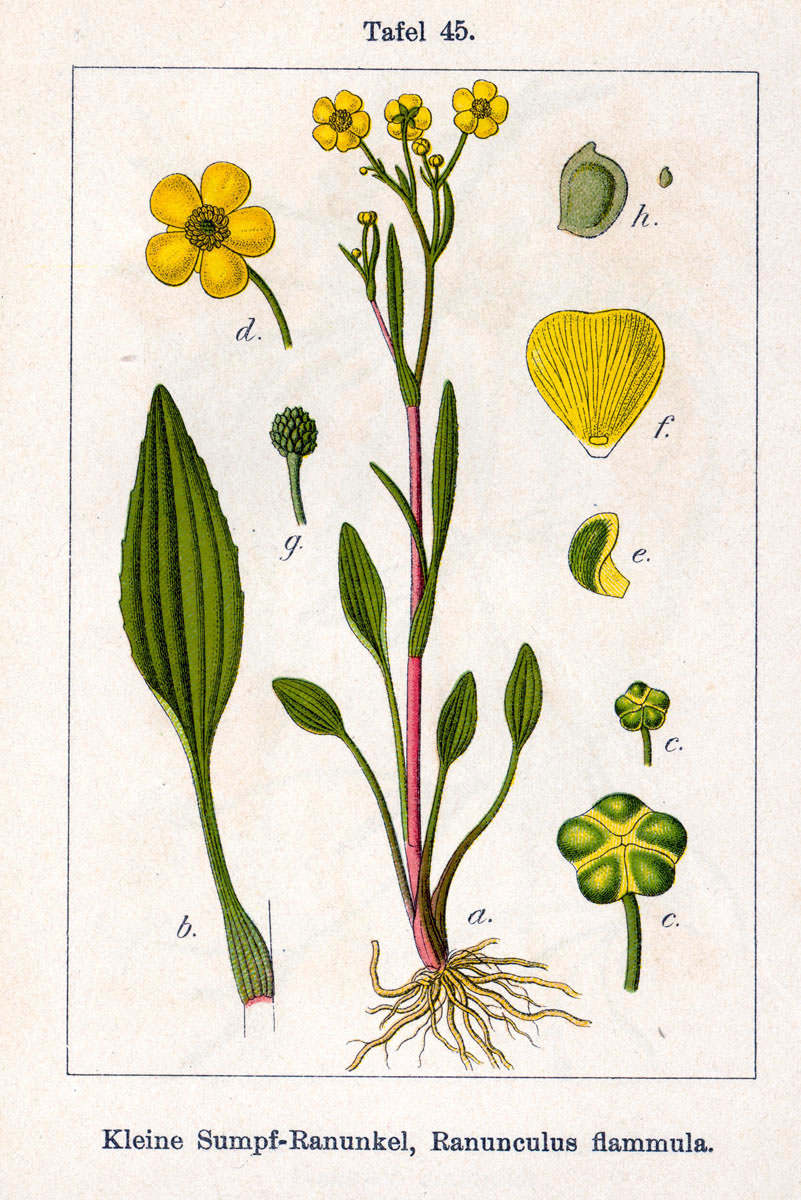
Rajz a növényről